# Charybdotoxine

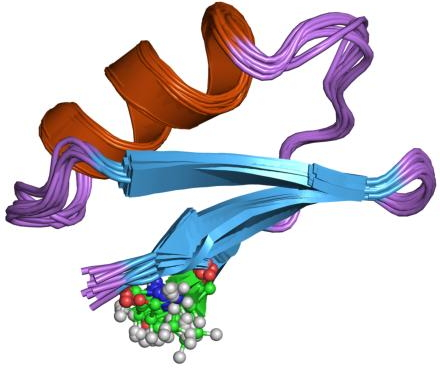
Modèle de la charybdotoxine

La charybdotoxine (ChTx) est une toxine peptidique isolée du venin du scorpion Leiurus quinquestriatus (appelé « rôdeur mortel », en anglais Deathstalker).

## Structure
Elle est composée d'une chaine polypeptidique de 37 résidus d'acides aminés réticulée par trois ponts disulfure (masse totale 4 kDa) et a pour formule moléculaire : C176H277N57O55S7.

## Mode d'action
La ChTx est un inhibiteur de différents canaux potassiques, y compris des canaux de conductance intermédiaire dépendants du calcium, IKCa. Elle est l'homologue de l'ibériotoxine, toxine isolée du venin du scorpion rouge Hottentotta tamulus, plus sélective pour les canaux de large conductance dépendants du calcium (BK).